# Taifa von Mallorca
Das Taifa-Königreich von Mallorca (arabisch طائفة مايوركا, DMG Ṭāʾifat Māyūrkā), auch Emirat von Mallorca genannt, war zwischen 1018 und 1203 ein unabhängiger moslemischer Staat auf den Balearen.

## Geschichtliche Entwicklung

Lagekarte der Taifa von Mallorca

Bis 1076 waren die Balearen Teil der Taifa von Dénia. Dénia wurde aber im Jahr 1076 vom Taifa-Königreich von Saragossa erobert und so konnte sich auf dem Inselarchipel jetzt ein eigenes Emirat herausbilden.
Die geschichtliche Entwicklung des Taifa-Königreichs von Mallorca lässt sich sodann in zwei Abschnitte gliedern. Das erste Taifa-Königreich bestand 40 Jahre, von 1076 bis 1116. Seinen Niedergang erlebte es aufgrund eines christlichen Kreuzzugs, dem dann die Herrschaft der Almoraviden folgte. Das zweite Taifa-Königreich auf Mallorca konstituierte sich unter den Almoraviden im Jahr 1147 und hatte bis zum Jahr 1203 Bestand. Es war die letzte Bastion der Almoraviden gegen den Vormarsch der Almohaden.

### Erste Taifa von Mallorca bzw. erste Taifa der Balearen
Als das Kalifat von Córdoba um 1010 am Auseinanderbrechen war, befand sich Mallorca in recht anarchischen Verhältnissen, bis die Insel der Taifa von Dénia in die Hände fiel. Der Taifa-König von Dénia, al-Muwaffaq entsandte im Jahr 1014 seine mächtige Flotte, welche die Balearischen Inseln eroberte und sie zum strategischen Angelpunkt ihrer navalen Operationen machte. Mallorca und die restlichen Balearen waren daher seitdem mit dem Schicksal Dénias aufs engste verknüpft, bis die Taifa von Dénia durch die Niederlage von Ali ibn Mudschahid Iqbal ad-Dawla gegen al-Musta'in I. im Jahr 1076 der Taifa von Saragossa einverleibt wurde.
Zwischen 1076 und 1086 konstituierte sich Mallorca als unabhängiges Taifa-Königreich und dehnte seine Rechtsprechung auf die gesamten Balearen aus. Diese Unabhängigkeit sollte 40 Jahre anhalten, welche von einer prekären Konjunktur verbunden mit Lebensmittelknappheit gekennzeichnet war. Letztere zwang die Einwohner zur Piraterie. Der erste Herrscher der unabhängigen Taifa von Mallorca war Ibn Aghlab al-Murtada, der bis 1093 regierte. Ibn Aghlab war anfangs nur Wālī, erklärte sich aber 1087 zum Emir und begründete somit das erste Emirat auf Mallorca. Sein Nachfolger Mubassir (1093 bis 1114) ließ die Stadtmauern von Madinat Mayurqa, dem heutigen Palma de Mallorca, errichten.
Die fortwährende Piraterie der Taifa nötigte schließlich die christlichen Anrainer des westlichen Mittelmeeres, im Jahr 1114 eine Strafexpedition nach Mallorca zu entsenden. Diese hatte Kreuzzugscharakter, da sie vom Papst abgesegnet und von Katalanen und Pisanern gemeinsam organisiert worden war. Der Graf von Barcelona Raimund Berengar III. befehligte die Unternehmung. Die Christen landeten auf Mallorca und Ibiza und belagerten Madina Majurqa acht Monate lang. Die Stadt fiel schließlich im Jahr 1116. Angeblich wurden 30.000 christliche Gefangene befreit und ein großer Schatz erbeutet, der noch heute teilweise in Pisa aufbewahrt wird.
Der Taifa-Emir von Mallorca Abu r-Rabiʿ Sulaiman (El Burabé) wurde bei der Eroberung der Stadt gefangen genommen. Die pisanisch-katalanische Strafexpedition bedeutete das Ende der von den Balearen ausgehenden Piraterie und gleichzeitig auch das Ende der Unabhängigkeit der Inseln. Die Balearen blieben aber nicht lange unter christlicher Kontrolle, da Raimund Berengar III. sich wieder auf den Kontinent wegen der dort anbrandenden Almoravidengefahr zurückziehen musste. Die jetzt herrenlose Inselgruppe fiel sodann ohne nennenswerte Widerstände in die Hände der Almoraviden. Mallorca sollte dann das letzte Taifa-Königreich in al-Andalus sein, das den Almoraviden noch verblieb.

### Zweite Taifa von Mallorca
In der Mitte des 12. Jahrhunderts erhob sich mit den Almohaden im Maghreb eine neue politisch-religiöse Kraft, die gegen die Almoraviden Stellung bezog. Die neue Bewegung schwächte das Almoravidenreich derart, dass es um 1144 in kleinere, von örtlichen Gouverneuren beherrschte Teilreiche zerfiel – die so genannten zweiten Taifareiche. Mit der Eroberung von Marrakesch, der Hauptstadt der Almoraviden, im Jahr 1147 durch die Almohaden, war dann das Ende des Almoravidenstaates gekommen.
Auf Mallorca herrschte ab 1126 Muhammad ibn Ali ibn Ghaniya zuerst nur als Gouverneur. Im Jahr 1146 erklärte er jedoch den Almoraviden gegenüber als Muhammad I. seine Unabhängigkeit, erkannte aber nach wie vor die Autorität des Abbassidenkalifs an. Muhammad war einer der Söhne von Ali ibn Yusuf (1106 bis 1143). Auf diese Tatsache stützte er auch seinen legitimen Herrschaftsanspruch. Sein kleines Taifa-Königreich hatte Palma de Mallorca als Hauptstadt und umfasste die gesamten Balearen. Muhammad begründete die Dynastie der Ghaniyiden, die etwas mehr als 50 Jahre in Mallorca an der Macht bleiben sollte. Muhammad I. verstarb im Jahr 1155 und es folgte ihm sein Sohn Ishaq.
Nach dem Fall von Marrakesch im Jahr 1147 eroberten die Almohaden langsam auch sämtliche Besitzungen der Almoraviden in al-Andalus und unterstellten sie einer neuen Zentralgewalt, die den Islam wesentlich fundamentalistischer auslegte als die vorangegangenen Almoraviden. Im Jahr 1172 entrissen die Almohaden Ibn Mardanīsch die Taifa von Murcia, sodass jetzt nur noch die Taifa von Mallorca eine letzte, dem Almohadenreich noch nicht unterworfene almoravidische Bastion darstellte. Durch die Eroberung von Murcia erhielten die balearischen Inseln zahllose Flüchtlinge aus al-Andalus, die dem islamischen Rigorismus der Almohaden zu entgehen versuchten. Da die Banu Ghaniya vom Almoravidenherrscher Ali ibn Yusuf abstammten, machten sie die in ihren Augen legitime Dynastie erblich und verliehen ihr zusätzlich den ehrgeizigen Anspruch, die almoravidische Hegemonie in al-Andalus und im gesamten Maghreb wiederherzustellen.
Die Ghaniyiden versuchten überdies Handelsbeziehungen mit den italienischen Städten Genua und Pisa aufzubauen. Dies glückte ihnen, sie mussten aber im Gegenzug den beiden Städten Handelskonzessionen auf den Balearen zugestehen. Mit beiden Städten schlossen sie jeweils in den Jahren 1177, 1181, 1185 und 1188 Nichtangriffspakte. So gestärkt konnten sie sogar im Jahr 1178 darangehen, das südfranzösische Toulon anzugreifen, wobei der Vizegraf von Marseille, Hugo Gaufrido, in Gefangenschaft geriet.
Ishaq (1155 bis 1183) war ein despotischer Herrscher. Aus diesem Grund wechselte auch sein Admiral Lope ibn Maymun, der beim Militär seine wesentliche Stütze darstellte, zu den Almohaden über. Durch diesen Vorgang verschlechterte sich die Stellung Ishaqs derart, dass er sich zu Verhandlungen mit dem Almohadenkalif Abu Yaqub Yusuf I. gezwungen sah. Warum er dann bei einer christlichen Erhebung im Jahr 1183 umgebracht wurde lässt sich jedoch nicht ergründen. Es folgte ihm sein Sohn Muhammad II., der die Verhandlungen mit den Almohaden fortsetzte.
Im Jahr 1184 wurde Muhammad II. von seinen beiden Brüdern Ali und Yahya gestürzt, da sie Parteigänger einer direkten Konfrontation mit den Almohaden waren. Noch im selben Jahr trafen die Nachrichten der Schlacht von Santarem ein, in welcher die Almohaden von einem Christenheer in die Flucht geschlagen worden waren und ihr Emir Abu Yaqub Yusuf I. dabei sein Leben verloren hatte. Dieses offensichtliche Machtvakuum bei den Almohaden veranlasste Ali, jetzt in die Offensive zu gehen und die Almohaden an ihrer verwundbarsten Stelle in Ifrīqiya anzugreifen. Er landete in der Nähe des heutigen Tunis, einer Stelle, an der das Almohadenreich noch nicht konsolidiert war. Die Gegenstrategie der Almohaden auf diesen Angriff bestand einerseits darin, den Vormarsch der Almoraviden so weit wie möglich bereits an der Peripherie abzubremsen, andererseits hofften sie, Revolten auf den Balearen gegen die Almoraviden anzetteln zu können.
Eine dieser Revolten benutzte Muhammad II., um erneut auf den Inseln an die Macht zu gelangen, wobei er Yusuf II. al-Mustansir, den Sohn von Abu Yaqub Yusuf I. als Kalif anerkannte. Als Yusuf II. allen Ernstes daran ging, seinen Herrschaftsbereich auf die Balearen ausdehnen zu wollen, zog sich Muhammad II. von seinen Abmachungen zurück und widersetzte sich mit Hilfe des aragonesischen Königs Alfons II. den Almohaden. Im Jahr 1187 wurde Muhammad II. ein weiteres Mal gestürzt, und zwar dieses Mal von seinem Bruder Taschfin. Taschfin regierte aber nur eine sehr kurze Zeit – noch wesentlich kürzer als Muhammad II. Der in Afrika gegen die Almohaden kämpfende Ali schickte nämlich einen Heeresverband nach Mallorca, um Taschfin zu entmachten und an seiner Stelle seinen anderen Bruder Abd Allah (1187 bis 1203) einzusetzen.
Yusuf II. entsandte dann ein riesiges Heer nach Ifriqiya, dem die Almoraviden, angeführt von Ali und verstärkt durch Beduinentruppen, Widerstand leisteten. Sie wurden aber zersprengt und bis nach Libyen zurückgedrängt. Im Jahr 1188 verstarb Ali, den Kampf gegen die Almohaden übernahm dann sein Bruder Yahya von Libyen aus.
Zwischen 1187 und 1203 ging der Inselarchipel allmählich in die Hand der Almohaden über, bis 1203 schließlich der letzte Widerstand gebrochen war und die Balearen dem Almohadenreich einverleibt wurden. Der letzte Emir Abd Allah fiel im selben Jahr auf einem letzten Feldzug gegen den Almohadenkalif Muhammad an-Nasir. Sein Bruder Yahya, der nach wie vor in Nordafrika die Almohaden bekämpfte, verlor allmählich seinen Rückhalt bei den örtlichen Stämmen und endete als einfacher Bandit.
Nach der Niederlage in der Schlacht bei Las Navas de Tolosa war die almohadische Zentralgewalt derart geschwächt, dass auf Mallorca der Wālī Abū Yahyā faktisch unabhängig regieren konnte, bis schließlich Jakob I. die Balearen endgültig im Jahr 1229 eroberte.

## Emire auf Mallorca

### Dynastie derMudschahiden(Banu Mudschahid) in Dénia
- Mudschahid: 1018 bis 1041
- Ali ibn Mudschahid Iqbal ad-Dawla: 1041 bis 1075

### Dynastie derAghlabiden(Banu Aghlab)
- Ibn Aghlab al-Murtada: 1076 bis 1093
- Mubassir: 1093 bis 1114
- Abu r-Rabiʿ Sulaiman: 1114 bis 1126

### Dynastie derGhaniyiden(Banu Ghaniya)
- Muhammad I.: 1126 bis 1156
- Ishaq: 1156 bis 1183
- Muhammad II.: 1183 bis 1184
- Ali: 1184 bis 1185
- Muhammad II. (wieder eingesetzt): 1185 bis 1187
- Taschfin: 1187
- Abd Allah: 1187 bis 1203